# 신대철 (시인)
신대철(申大澈, 1945년 ~ )은 대한민국의 시인이다. 1945년 충청남도 홍성에서 태어나 연세대학교 국어국문학과와 동 대학원 석사과정을 졸업했다. 국민대학교 국어국문학과 교수를 역임했다. 2002년 제4회 「백석문학상」, 2006년 제1회 「박두진문학상」, 2008년 제19회 「김달진문학상」, 제8회 「지훈상」(문학부문)을 수상했다. 

## 약력
1968년 《조선일보》 신춘문예 시 부문에 당선되어 등단했다. 2002년 제4회 「백석문학상」, 2006년 제1회 「박두진문학상」, 2008년 제19회 「김달진문학상」, 제8회 「지훈상」(문학부문)을 수상했다.

## 수상
- 2002년 제4회 「백석문학상」
- 2006년 제1회 「박두진문학상」
- 2008년 제19회 「김달진문학상」
- 2008년 제8회 「지훈상」(문학부문)

## 저서

### 시집
- 《무인도를 위하여》(문학과지성사, 1977)
- 《개마고원에서 온 친구에게》(문학과지성사, 2000)
- 《누구인지 몰라도 그대를 사랑한다》(창비, 2005)
- 《바이칼 키스》(문학과지성사, 2007)
- 《극지의 새》(빗방울화석, 2018)[1]

### 산문집
- 《나무 위의 동네》(청아출판사, 1989)